# ريوسوكي تاكاياسو
ريوسوكي تاكاياسو (باليابانية: 高安 亮介) (14 مايو 1984 في تشيبا في اليابان – )؛ هو لاعب كرة قدم ياباني سابق كان يلعب كلاعب وسط.

## وصلات خارجية
- ريوسوكي تاكاياسو على موقع رابطة كرة القدم اليابانية للمحترفين (اليابانية)
- ريوسوكي تاكاياسو على موقع Soccerway.com (الإنجليزية)